# 救世主 (達文西)
《救世主》（拉丁語：Salvator Mundi）是一幅疑似由列奧納多·達·芬奇所繪製的畫作，曾經隱沒很長一段時間，甚至一度被認為是達文西弟子的作品。2017年11月15日佳士得拍賣行在美國紐約洛克斐勒中心拍賣該畫作，整個過程僅花費20分鐘，最終以4.503億美元成交（含佣金與手續費在內），締造史上最貴畫作、最貴藝術品等兩項新世界紀錄。

## 歷史

### 十六世紀
藝術歷史學家對於這幅畫的創作時間及贊助人提出了好幾種可能：佳士得拍賣行表示，這幅畫可能在1500年左右受委託而作。當時法國瓦盧瓦王朝國王路易十二發動第二次義大利戰爭，征服了米蘭公國並控制熱那亞；同一時間達文西自米蘭移居至佛羅倫斯。藝術史學家盧克·賽森同意此一觀點，他認為此畫於1499年完成，儘管馬丁·肯普和弗蘭克·策爾納分別將該畫作的年代定在1504–1510年和1507年或更晚。基於其創作風格及材料與《聖母子與聖安妮》相近，卡羅·佩德雷蒂將時間定為1510–1515年。
由於主題的特殊性，這幅畫作很有可能受到某位特定贊助人委託而創作。曼圖亞的侯爵夫人伊莎貝拉·埃斯特便是其中一位可能的贊助人，因為1504年她曾經出資委託達文西畫一位「年齡莫約12歲的耶穌，當他在聖殿裡爭論的那個年紀」，儘管這幅《救世主》展示了更為年長成熟的耶穌。卡羅·佩德雷蒂指出這位侯爵夫人是1514年贊助達文西的內穆爾公爵朱利亞諾·德·麥地奇的客人，因此很有可能說服達文西在當時完成此一畫作。弗蘭克·策爾納認為教宗良十世可能是贊助人，因為此畫作的衣服皺摺與義大利雕塑家多梅尼科·艾莫所作的良十世大理石雕像之間具有一些驚人的相似之處。縱使馬丁·肯普沒有得出贊助人的結論，但除了伊莎貝拉·埃斯特侯爵夫人之外，他也列舉了匈牙利及克羅地亞國王馬加什一世、查理八世及其他人的可能性。喬安妮·斯諾-史密斯（Joanne Snow-Smith）認為這幅畫是達文西為了路易十二與其妻布列塔尼的安娜而繪，此一觀點在英國皇家典藏於2018年的展覽《李奧納多·達文西：繪畫中的一生》（Leonardo da Vinci: A Life in Drawing）得到呼應，而且有許多《救世主》的副本來自當時的法國。然而，這幅畫也曾在嘗試修復時受到損傷，一般認為是達文西學派的伯納迪諾·盧伊尼所造成的。
使用這幅畫的背景可能是個人的讀經靈修過程中，如同十六世紀時其他類似尺寸及主題的畫板。喬安妮·斯諾-史密斯強調了路易十二與王后對於宗教的虔誠信仰，弗蘭克·策爾納也指出這幅畫在十六世紀前葉實踐個人祈禱的過程中與法國彩繪手稿的關係。這幅畫很有可能在薩萊於1525年的財產目錄中被登記為「基督在世界上（義大利語：Christo in mondo de uno Dio padre）」，然而並不清楚究竟是代表哪一幅副本；這幅畫的流向斷於1530年之後。

### 臨摹副本
有人認為達文西的原作在1603年前後遭到毀損或遺失，根據美國藝術史學家羅伯特·西蒙的統計，達文西的弟子或追隨者至少創作出30幅複製品與變體。在這些為數眾多的畫作之中，最重要且引起最廣泛談論的就是讓-路易·得·加內侯爵收藏（Marquis Jean-Louis de Ganay Collection）的畫作，因為其構圖最接近達文西，並顯現了達文西學派的最高技術水準，乃至於喬安妮·斯諾-史密斯在1978年提出這幅畫就是原作的觀點。許多在那不勒斯、底特律、華沙、蘇黎世等公共或私人收藏中的複製品，其實都是達文西的學生或追隨者的作品。某些版本與原版之間出現天壤之別的差異，我們可以在薩萊1511年的作品以及2018年12月5日蘇富比古典大師晚間拍賣會所拍賣的畫作中找到兩個「肖像」的因素。這兩幅畫都採用達文西畫作之原型，卻沒有繪出祝福手勢與球體。其他的藝術家則以同樣的原型套用在不同的創作主題，譬如西班牙籍的達文西追隨者費爾南多·阿爾梅迪納所繪的《聖餐儀式的基督》，現在收藏於馬德里普拉多博物館。

### 十七世紀至十九世紀

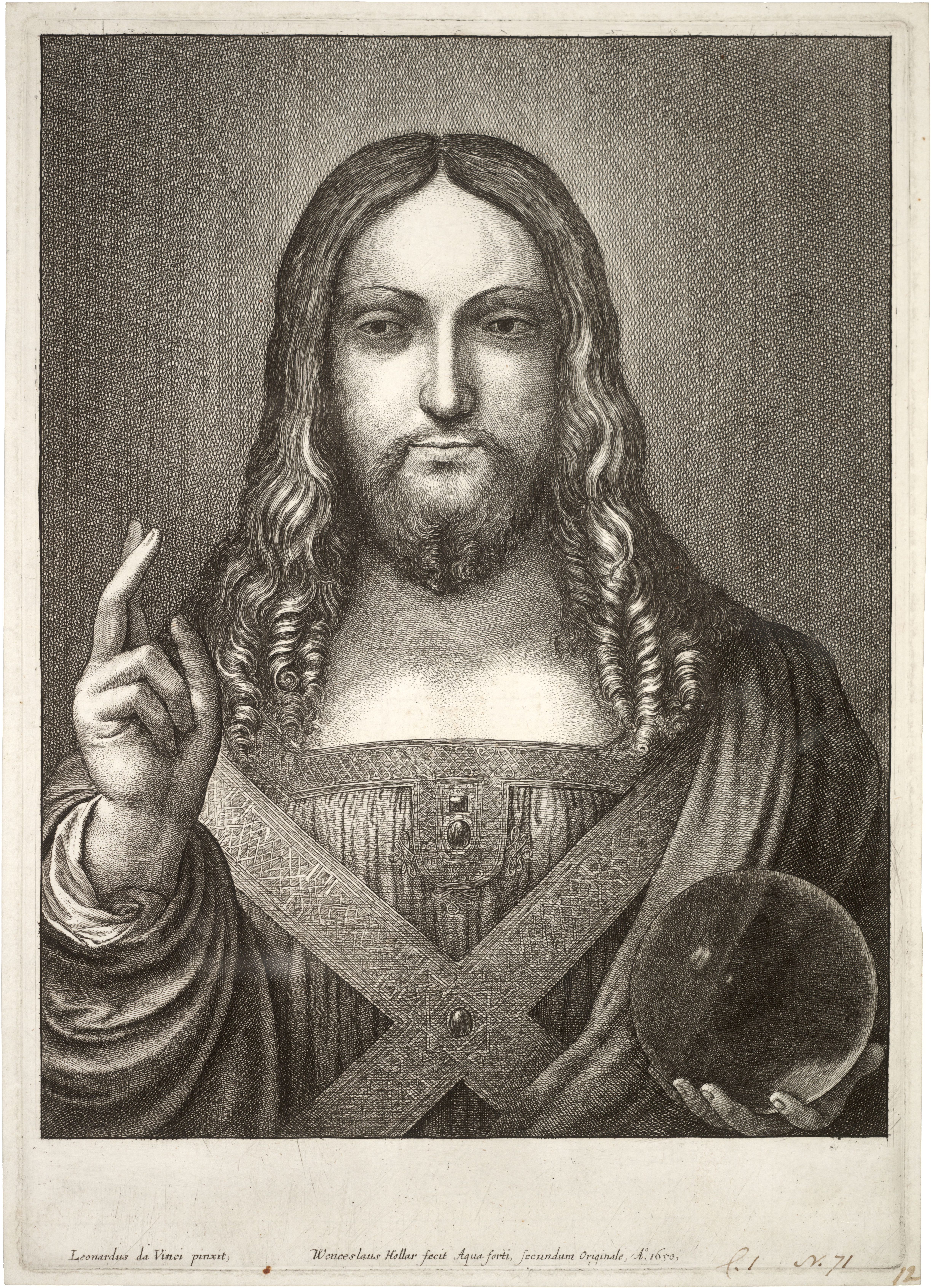
波希米亞蝕刻版畫藝術家文策斯勞斯·霍洛所製作的蝕刻版畫

1638年至1641年之間，這幅畫作出現在第一代漢密爾頓公爵詹姆斯·漢密爾頓位於倫敦的切爾西莊園。參與英格蘭內戰的第一代漢密爾頓公爵於1649年3月9日遭到處決之後，他的弟弟第二代漢密爾頓公爵威廉·漢密爾頓將他大部分的藝術收藏品運送至荷蘭拍賣。波希米亞蝕刻版畫藝術家文策斯勞斯·霍洛可能在1650年於安特衛普製作了其蝕刻版畫複製品，亨利埃塔·瑪麗亞也記錄下這件事情。同年1月30日她的夫君查理一世遭到處決，此幅畫作列入英國皇家典藏目錄，且價值30英鎊。後來查理一世的財產被英格蘭共和國出售，1651年這幅畫賣給一位債權人。1660年斯圖亞特王朝復辟之後，此畫歸還給查理二世，並且在1666年列入其懷特霍爾宮的財產目錄中。接下來詹姆斯二世繼承此畫，直到轉贈給他的王室情婦凱薩琳·賽德禮；兩者之間的私生女後來成為第一代白金漢和諾曼比公爵約翰·謝菲爾德的第三任妻子。當公爵的私生子從男爵查爾斯·謝菲爾德爵士出售白金漢邸（今白金漢宮）予國王喬治三世時，前者在1763年將這幅畫與其他白金漢邸的藝術品一同拍賣。
十九世紀之間這幅畫可能置於一個鍍金的畫框內，一直保存到2005年為止。它很有可能是英國收藏家第一代蒙塞拉特子爵弗朗西斯·庫克在1900年從畫家約翰·查爾斯·羅賓遜手中購入，以作為前者位於里奇蒙道提邸的收藏。第四代準男爵弗朗西斯·庫克是庫克的曾孫，他在1958年以45英鎊的代價拍賣此畫作。直到2011年為止，此畫作始終被認為出自達文西的學生喬瓦尼·安東尼奧·博爾特拉菲奧之手。

### 重新發現及修復
另參看：紀錄片《失落的李奧納多》

2005年美國紐奧良的聖查爾斯畫廊拍賣路易斯安那州巴吞魯日商人巴兹爾·克洛維斯·亨德利（Basil Clovis Hendry Sr.）的遺產，第664號拍賣品的標題是「繼列奧納多·達·芬奇之後：救世主基督」，結果藝術品經紀人亞歷山大·巴里許（Alexander Parish）與古美術大師專家羅伯特·B·西蒙聯手以1,175美元的代價標得此一畫作。

### 2017年拍賣迄今
2017年11月15日，佳士得拍賣《救世主》，最終以4.5億美元（包括手續費）售出，創下單一藝術品的最高拍賣價紀錄。买家是沙特王子巴德尔·本·阿卜杜拉·本·法尔汉。巴德尔此前无艺术收藏，他是沙特王储穆罕默德·本·萨勒曼·本·阿卜杜勒-阿齐兹·阿勒沙特的盟友与朋友。《纽约时报》引述消息人士的话称，《救世主》真正的买家是王储本人。沙特阿拉伯官方否认了这一猜测，表示巴德尔是为阿布扎比王储买下此画。2017年末有报道称这幅画将在阿布扎比卢浮宫展出，但原定于2018年9月的揭幕被取消。2019年6月的一份报道称，它被存放在穆罕默德·本·萨勒曼的豪华游艇上，等待欧拉文化中心竣工。同年10月，报道称它可能在瑞士收存。

## 畫作內容

### 起源
「救世主」一詞出自《聖經》〈約翰一書4:14〉：「父差子做世人的救主，這是我們所看見且作見證的。」耶穌舉手表示祝福的姿態，再加上手捧象徵天體的水晶球，清楚表達出救世主統攝天地的圖像意涵。達文西的這幅畫作中耶穌居於正中央，正面朝前，畫面下半部則由身軀填滿，看不到左右肩膀，背景暗黑。此種表現手法在達文西現存的畫作裡相當罕見，顯然是受到東正教的聖像畫傳統來構思。這種源自拜占庭藝術的聖像畫早在達文西之前便流行於歐洲，譬如比利時早期尼德蘭畫家羅希爾·范德魏登於1452年所繪之《布拉克家族的三聯畫》、德國早期尼德蘭畫家漢斯·梅姆林於1481年所繪之《基督給予其祝福》（英語：Christ Giving His Blessing）等，直到十五世紀後期這類圖像在義大利變得普遍流行起來。

### 祝福的手勢

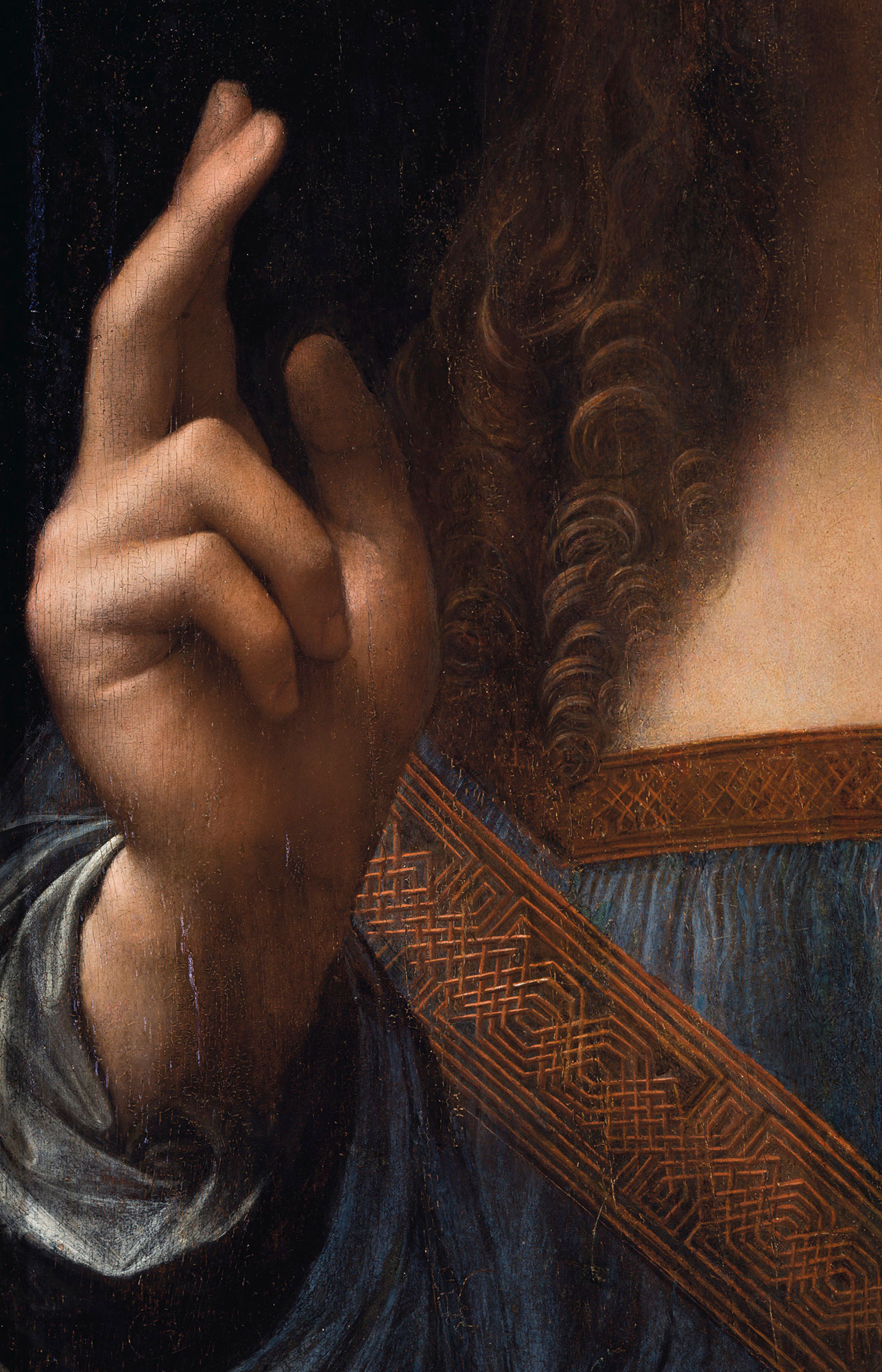
右手特寫

在基督教的傳統裡，耶穌基督的右手伸出食指和中指，其餘三指彎曲，這代表「願平安與你們同在（Pax vobis）」。這種出自拜占庭藝術的祝福手勢早已流傳到義大利，比如位於拉文納的新聖亞坡理納聖殿有一道成於六世紀的馬賽克牆面「坐在天上王座的基督」，西西里島切法盧主教座堂也有一面作於十二世紀的馬賽克「萬物主基督」。

### 水晶球

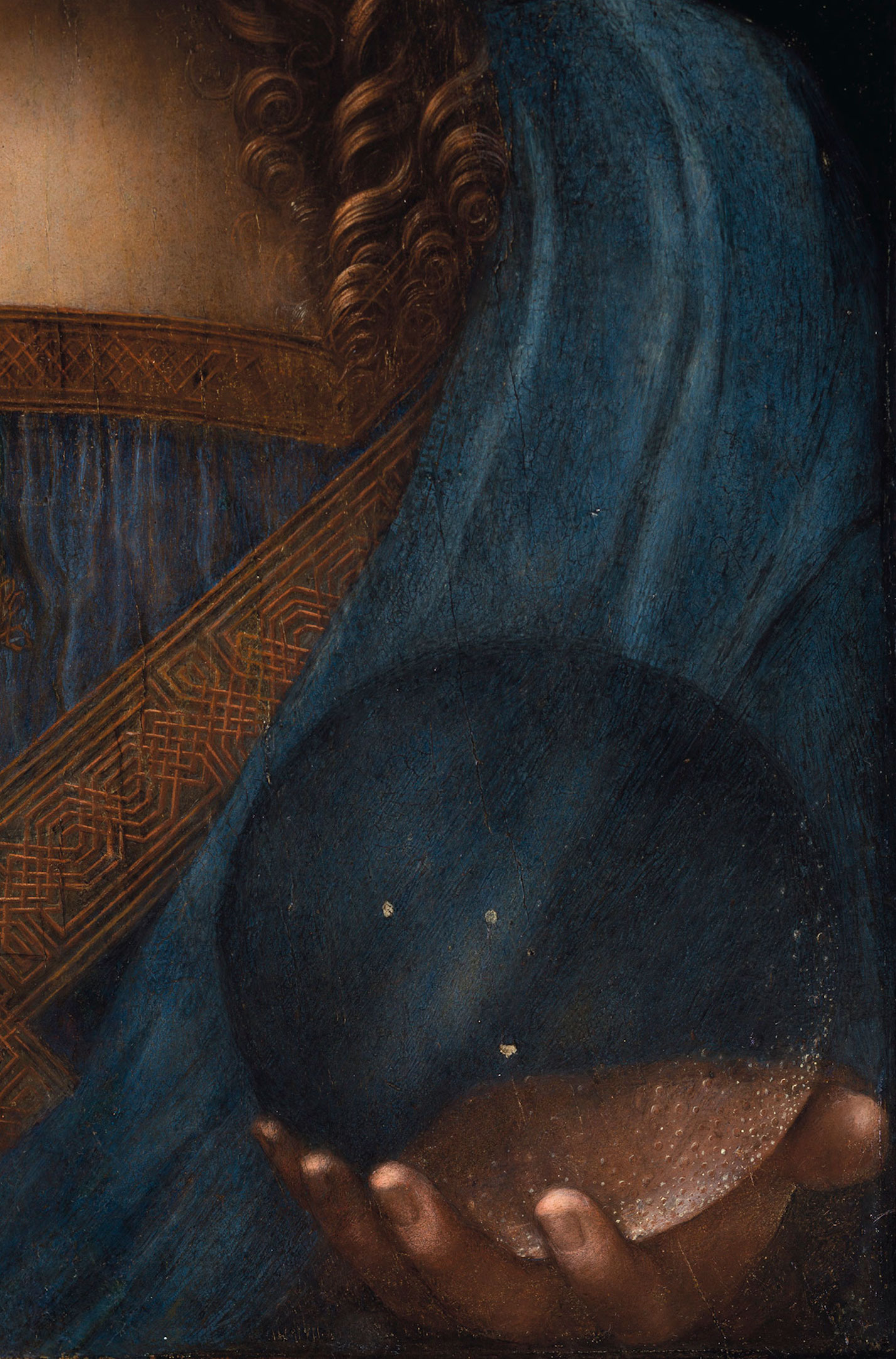
左手捧水晶球特寫

傳統上多以十字聖球象徵基督教統攝世界，而該幅畫作中左手單純捧著水晶球則是相當罕見的表現。以球體象徵全世界最早見諸古希臘雕刻家菲迪亞斯完成於公元前457年的奧林匹亞宙斯神像，其中宙斯右手捧著球體，其上站立舉著桂冠的勝利女神尼刻。不晚於十五世紀的時候，基督的聖像開始伴隨著水晶球，藉以彰顯其救世主之身份。1460年代初期法蘭德斯細密畫畫家威廉·弗雷蘭特所繪製的《救世主》，以四分之三的側面來描繪基督，右手伸出祝福手勢，左手持有鑲嵌著黃金十字架的透明水晶球。1500年代初期威尼斯雕塑師巴巴里戈浮雕大師所創作的青銅浮雕《救世主》，基督的左手掌壓放在沒有十字架的球體上，而威尼斯玻璃出產的鼎盛時期是在十五、十六世紀，最早出現單獨存在的水晶球也是必然。
馬丁·肯普在2011年11月10日發表於《自然期刊》的專文〈藝術史：眼光與救贖〉（Art History: Sight and Salvation）中表示，該幅畫作中的球體內有一些類似氣泡的閃亮光點，但因為不是圓形，所以不是空氣泡。其畫法頗為細緻精巧，加上一點厚重油彩與暗黑色，就畫成閃閃發光的模樣。他又認為這顆球體是天然生成的岩石水晶，因為畫裡的光點正是自然形成的孔隙的反光。然而美國杜蘭大學歷史系教授華特·艾薩克森則認為，不管是玻璃或水晶的透明球體，觀看時都會產生放大、縮小或顛倒等扭曲現象，但這幅《救世主》並未傳達這種現象。他認為達文西向來執著於研究光線的反射和折射，「不想這麼畫或許是他覺得這樣會讓人分心……，說不定他想要傳達基督和球體的神奇特質。」。不過《英國藝術守望學刊》（ArtWatch UK）總編輯麥可·戴理（Michael Daley）則駁斥此一說法，他指出十七世紀波希米亞蝕刻版畫藝術家文策斯勞斯·霍洛從達文西的摹本草圖所製作的蝕刻版畫中出現光線折射之現象。

## 副本集錦

### 複製品與變體

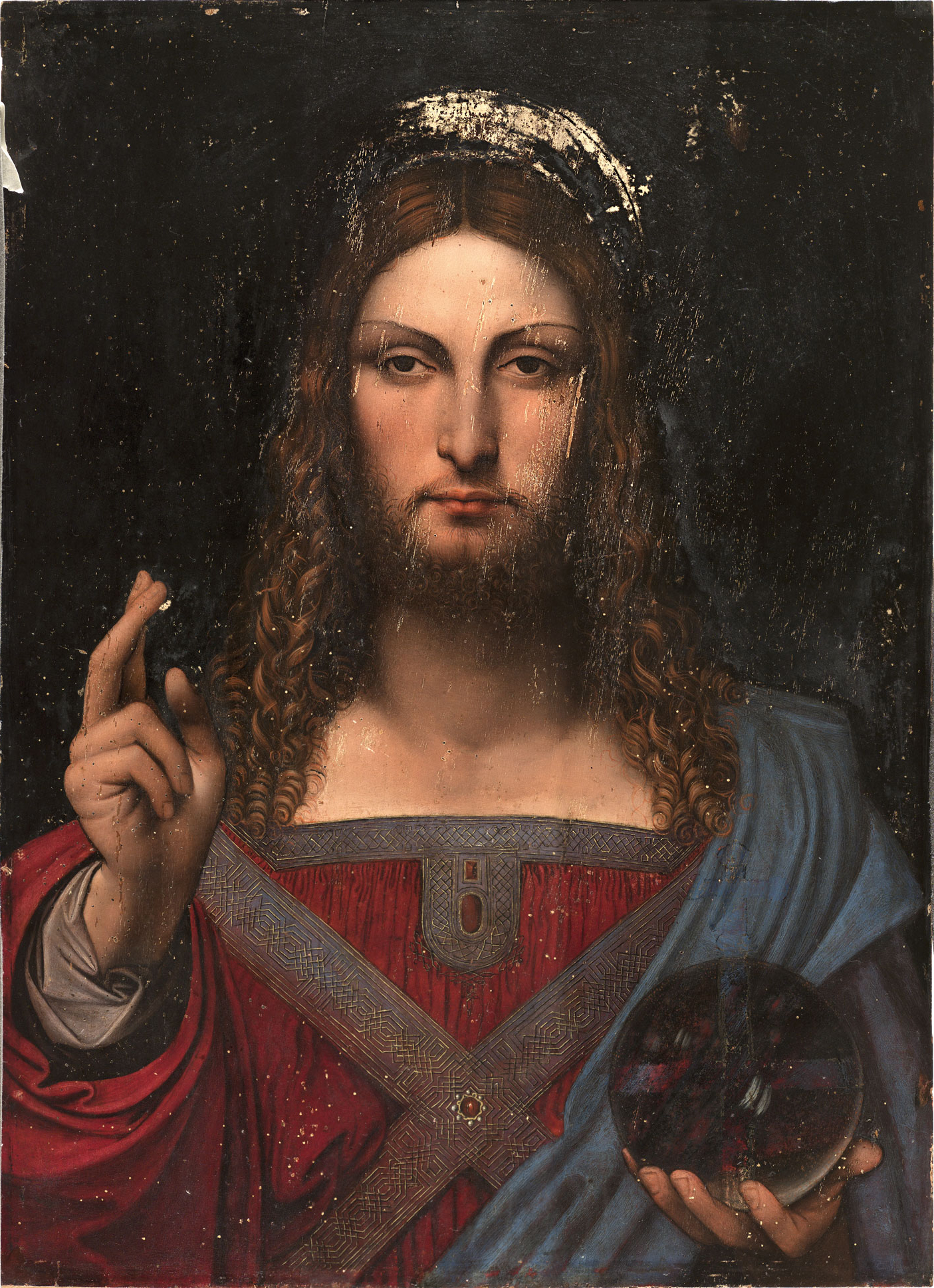
達文西學派（英语：Leonardeschi），《救世主》 （約1503年），私人收藏（原讓-路易·得·加內侯爵收藏）
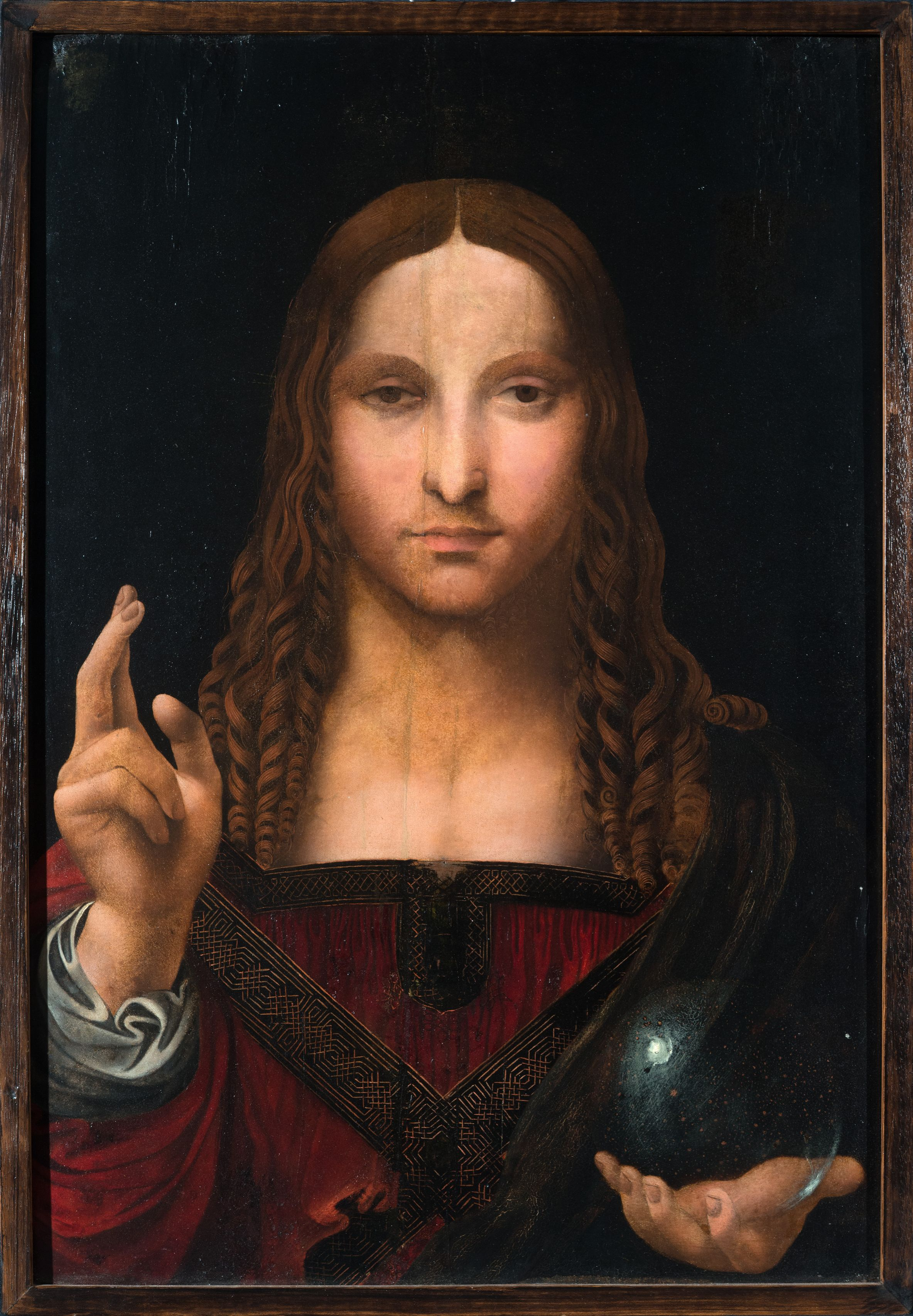
達文西追隨者，《救世主》（1508年–1513年），那不勒斯大聖多明我堂博物館
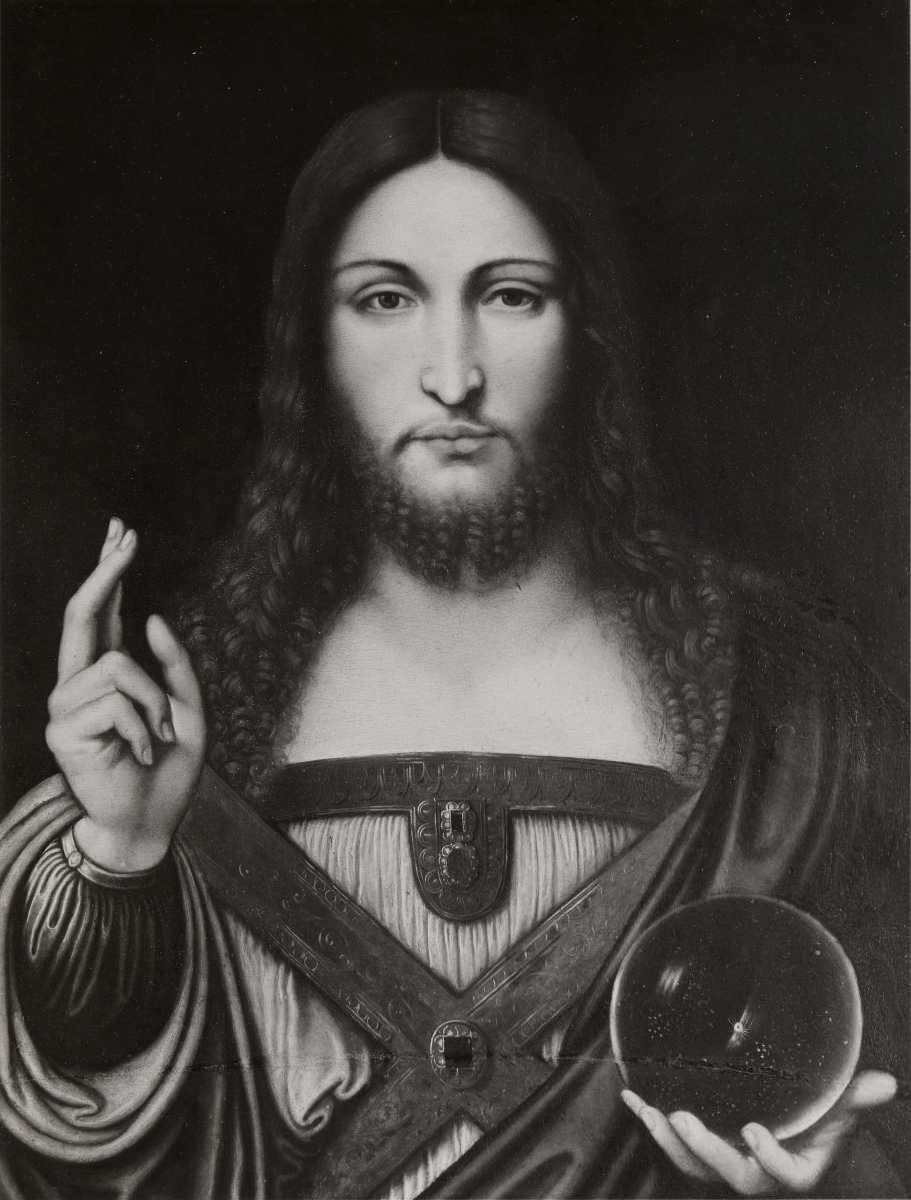
達文西追隨者，《救世主》（Cristo Redentore benedicente，16世紀早期），沃斯利收藏館
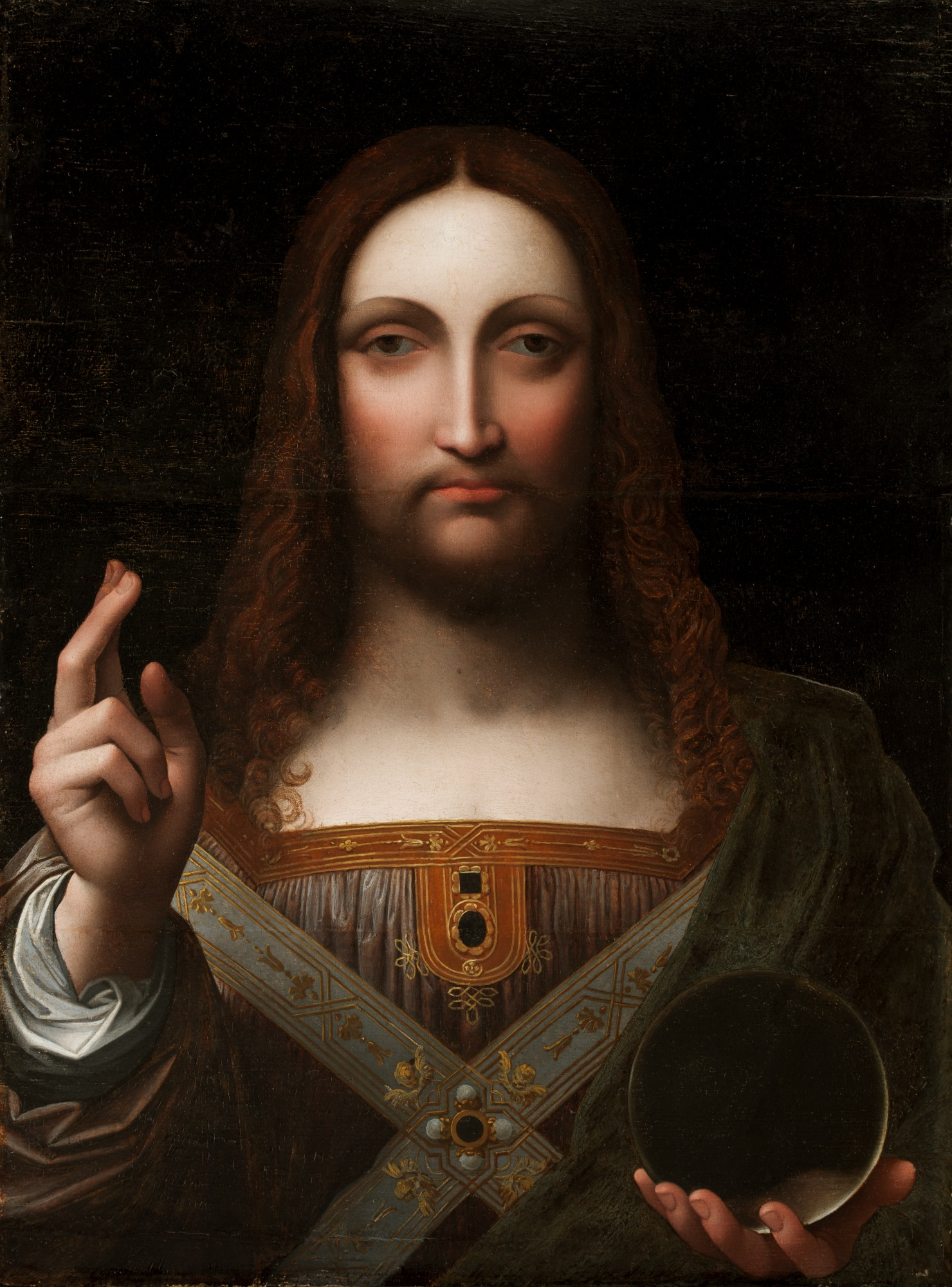
詹皮特里諾（英语：Giampietrino），《救世主》（16世紀），底特律美術館
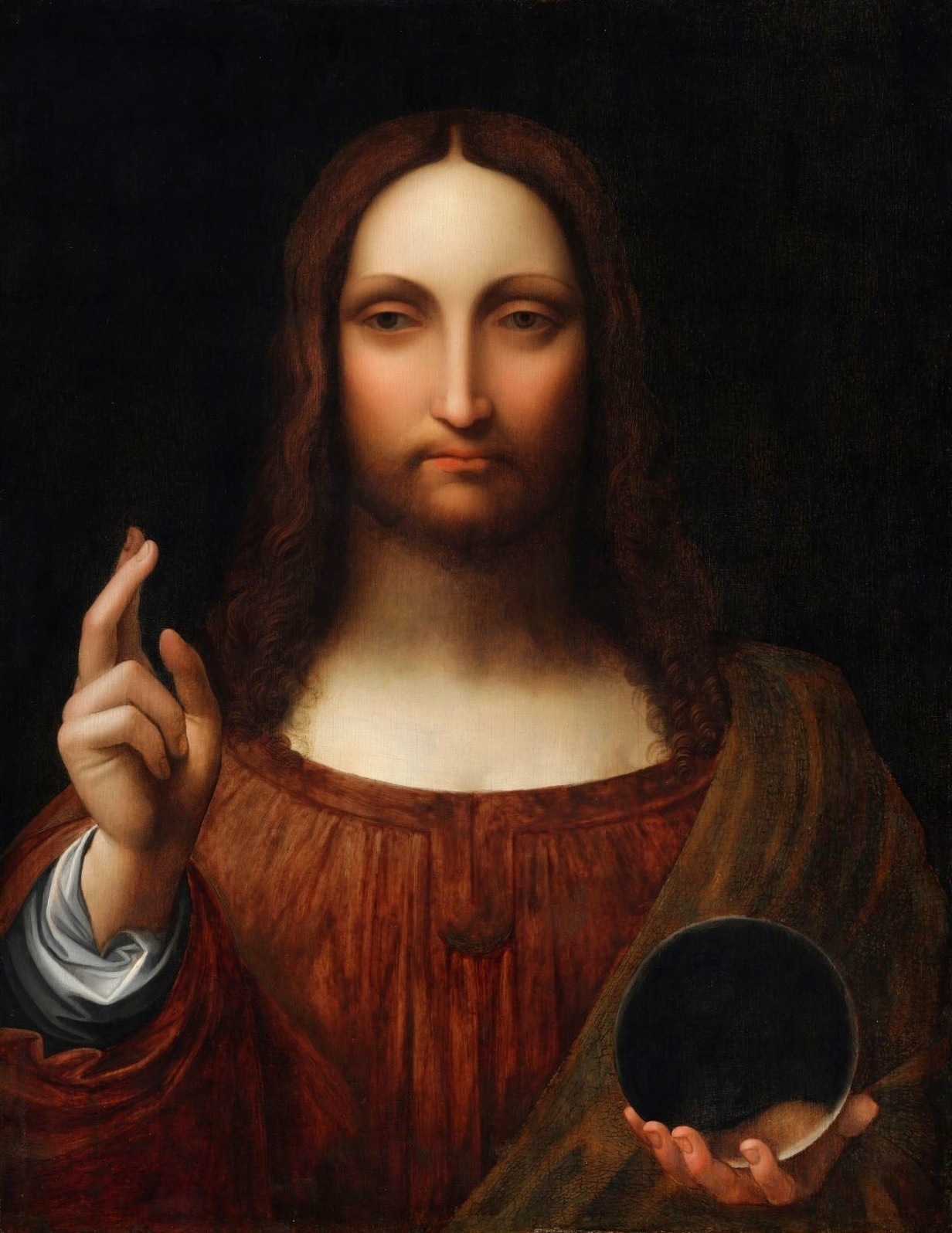
切薩雷·達·塞斯托（英语：Cesare da Sesto），《救世主》（1516年–1517年），華沙維拉諾宮
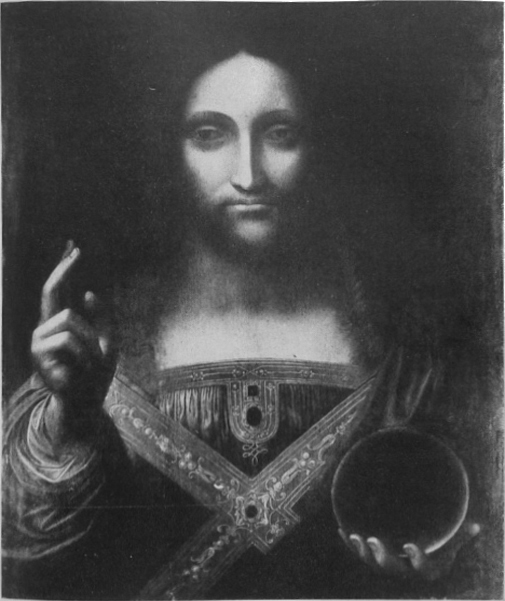
達文西追隨者，《救世主》（16世紀），蘇黎世Sammlung Stark
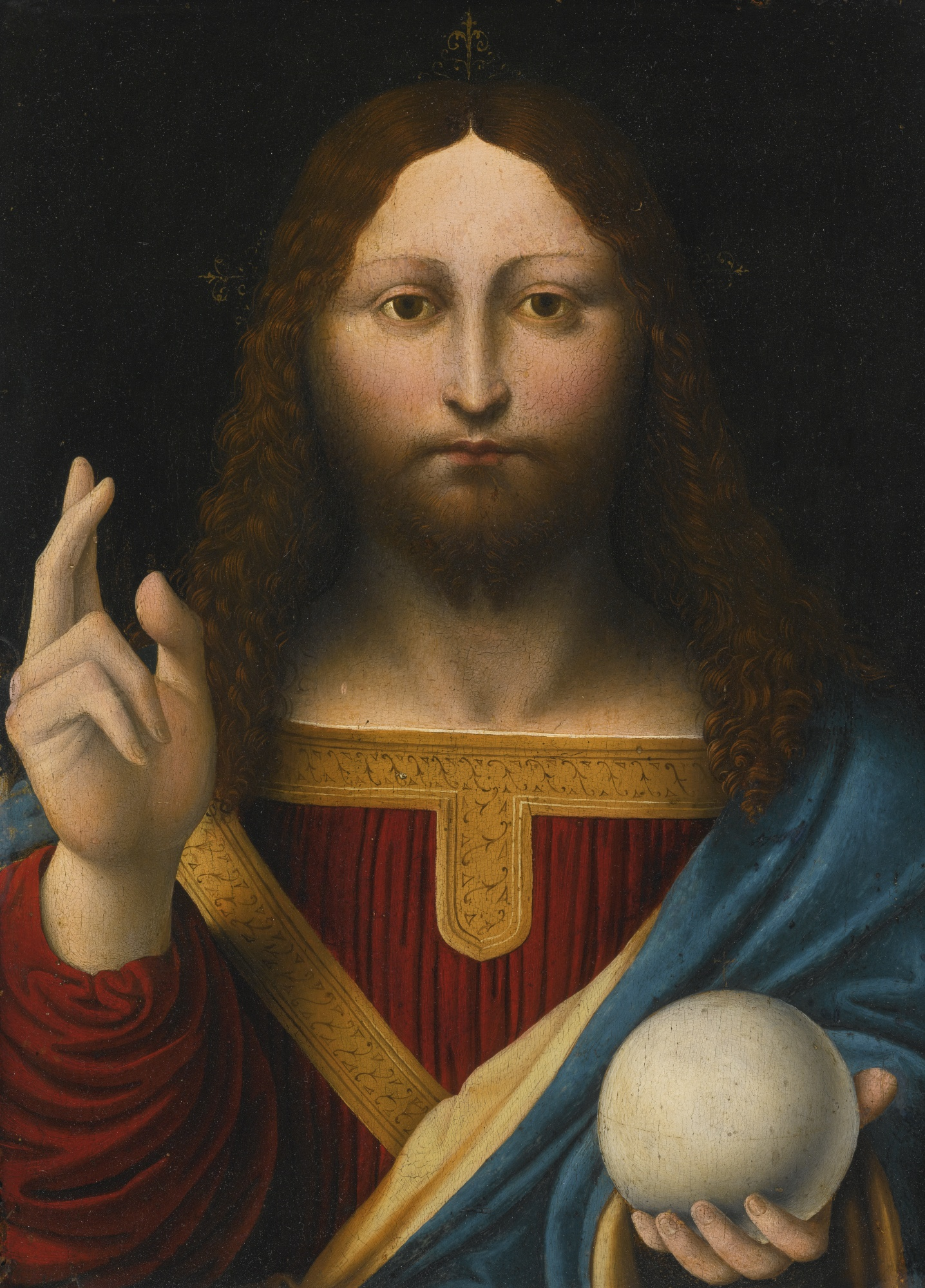
達文西的倫巴底追隨者（可能是馬爾科·多焦諾（英语：Marco d'Oggiono）），《救世主》（16世紀），私人收藏（原安大略美術館)
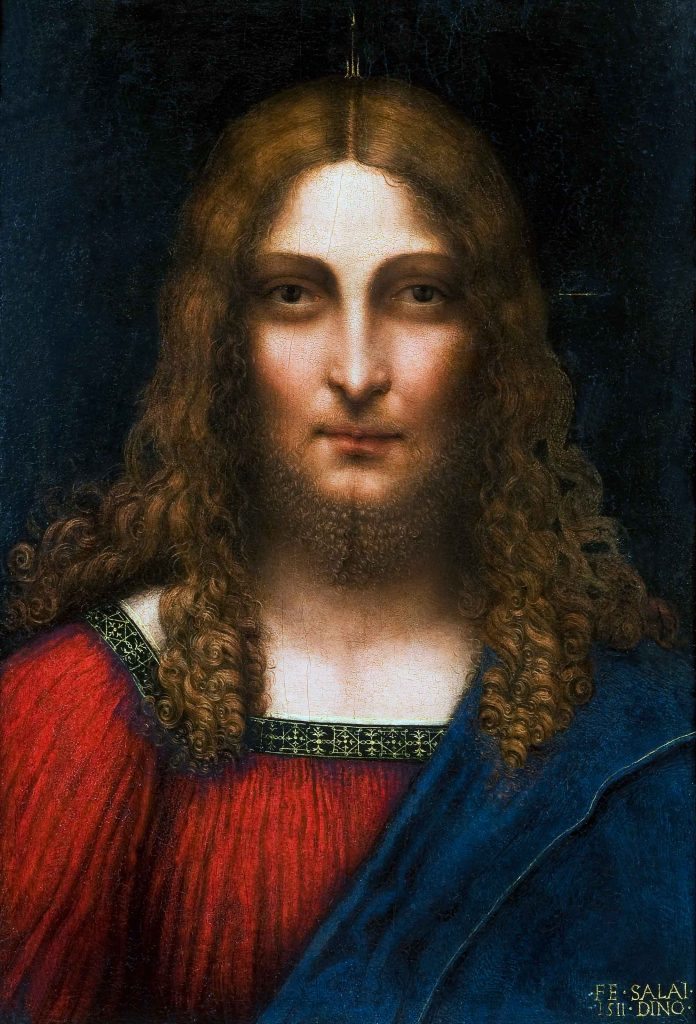
薩萊, 《救世基督之首》（1511年），米蘭盎博羅削圖書館
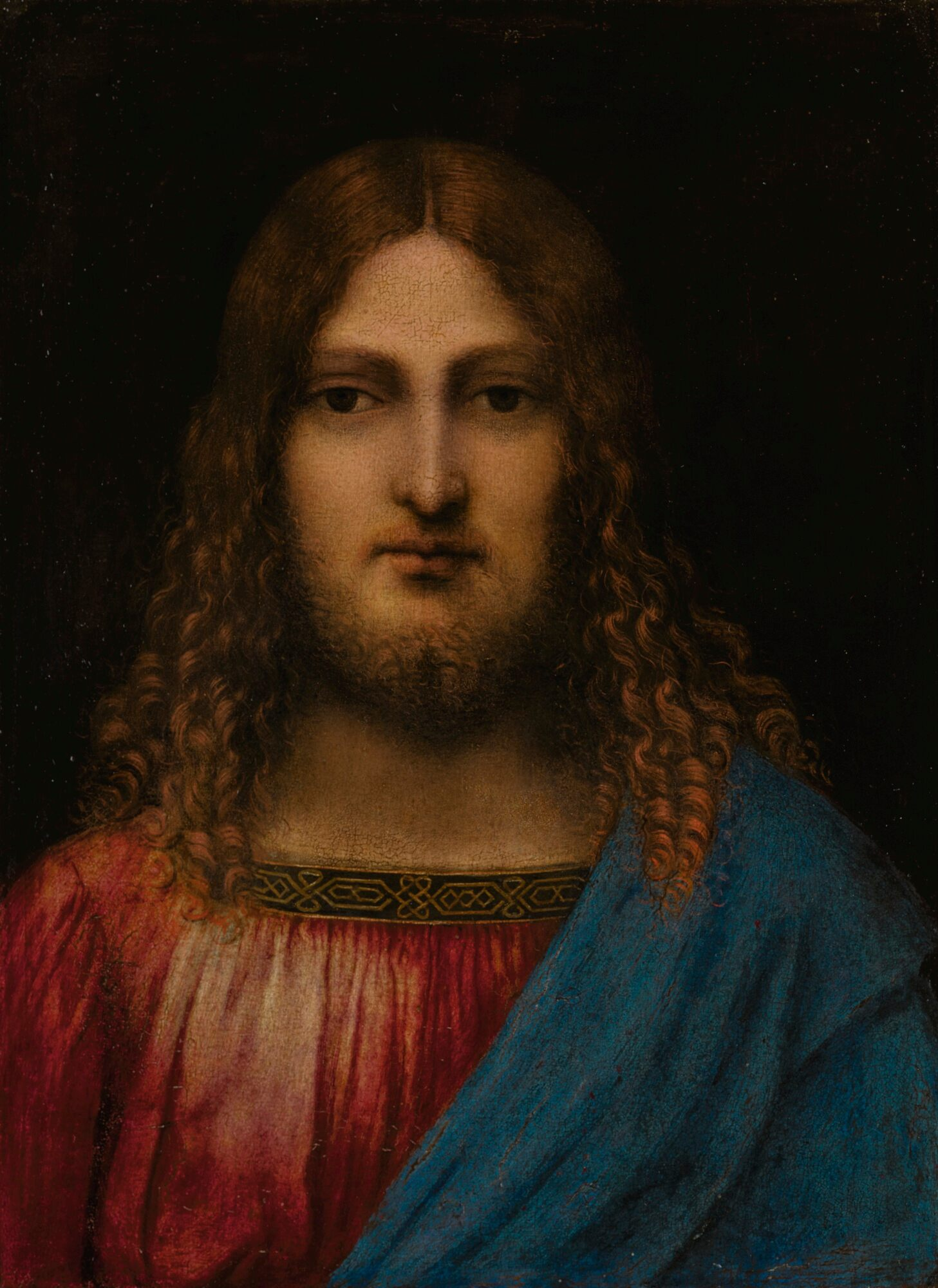
達文西的米蘭追隨者[49]，《基督半身像》（1511年–1513年），私人收藏（2018年12月5日蘇富比古典大師晚間拍賣會[50]）
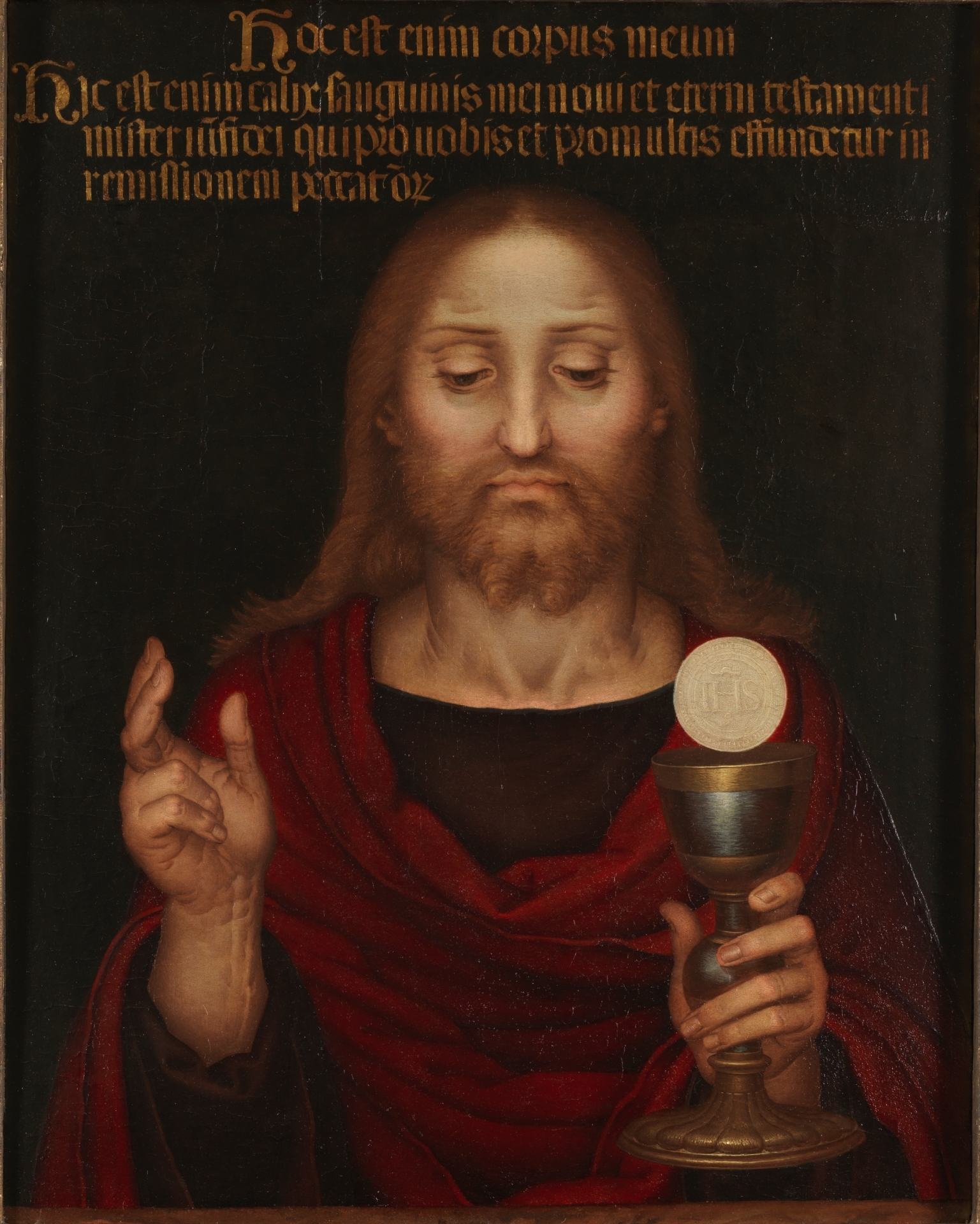
費爾南多·阿爾梅迪納（英语：Fernando Yáñez de la Almedina），《聖餐儀式的基督》，（1525年）馬德里普拉多博物館

### 年輕的耶穌手持球體

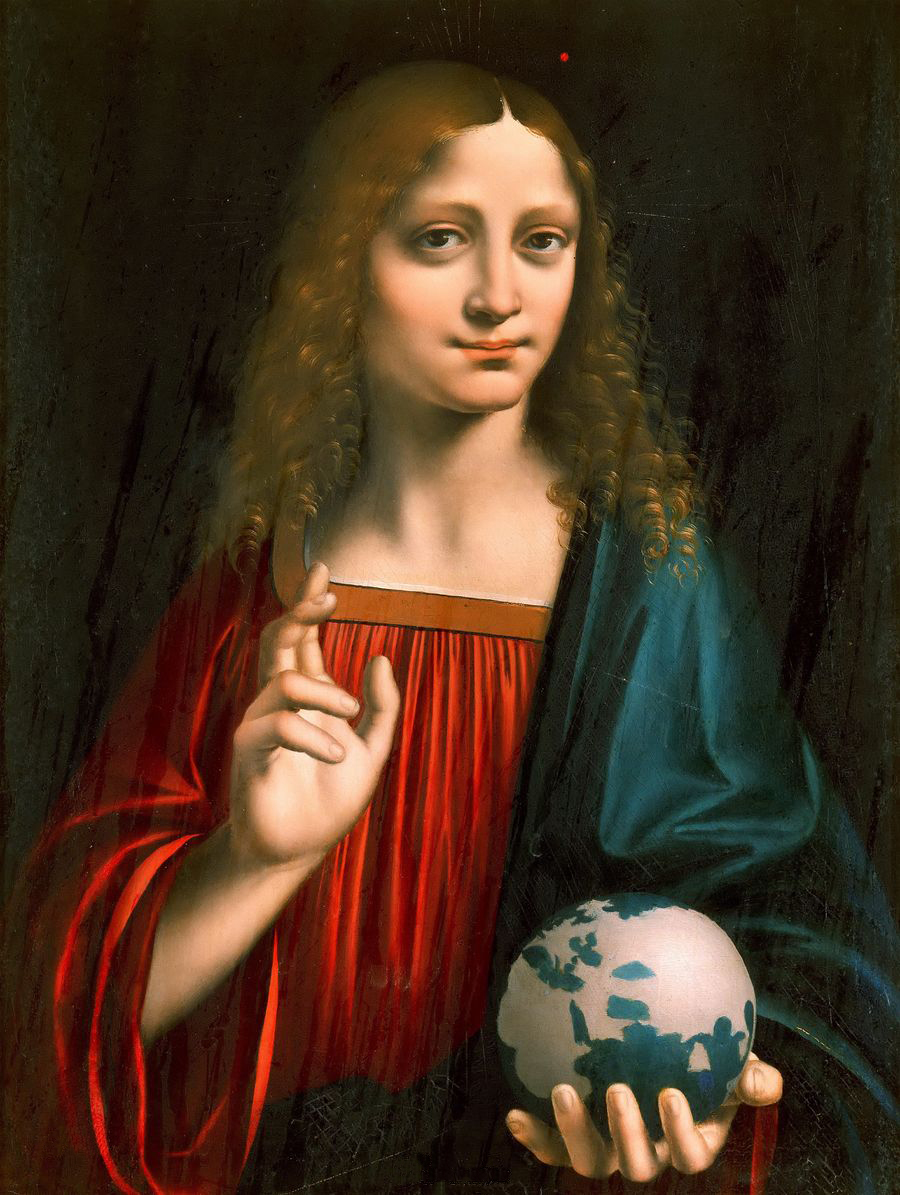
馬爾科·多焦諾（英语：Marco d'Oggiono）《救世主》（1500年），羅馬博爾蓋塞美術館
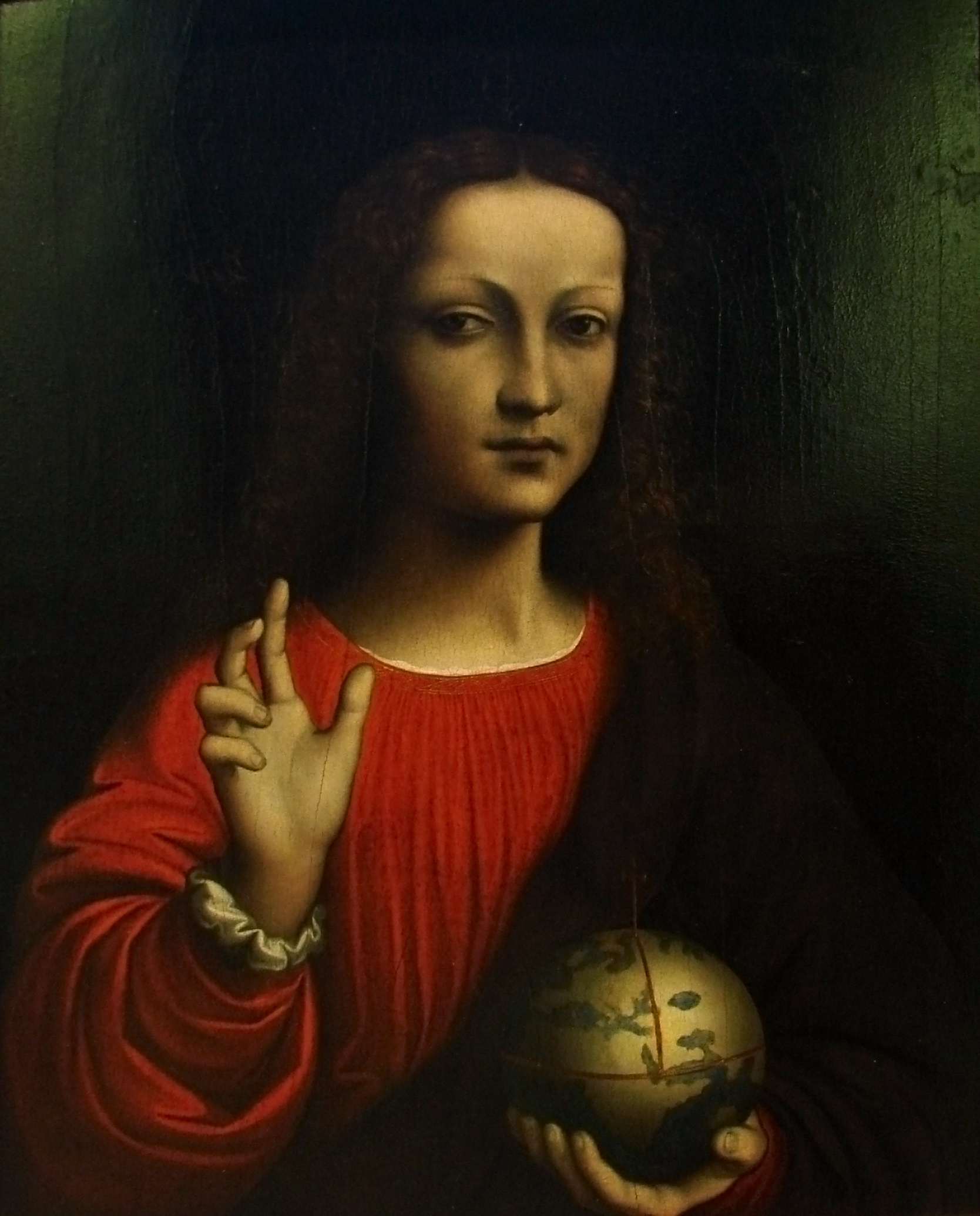
達文西學派（英语：Leonardeschi），《世界的救世主》（1505年），法國南錫美術博物館
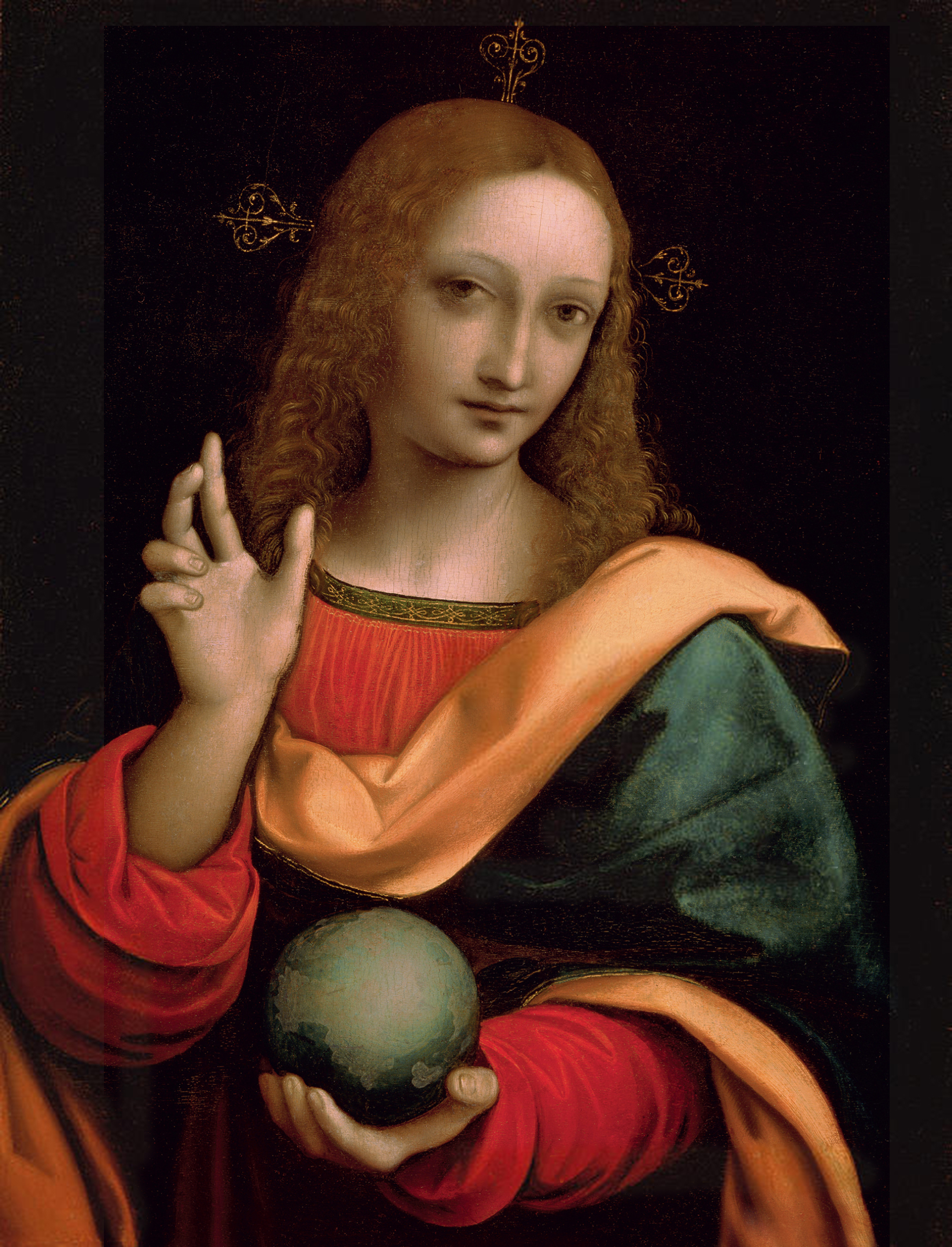
詹皮特里諾（英语：Giampietrino），《救世主》（16世紀前葉），莫斯科普希金造型藝術博物館
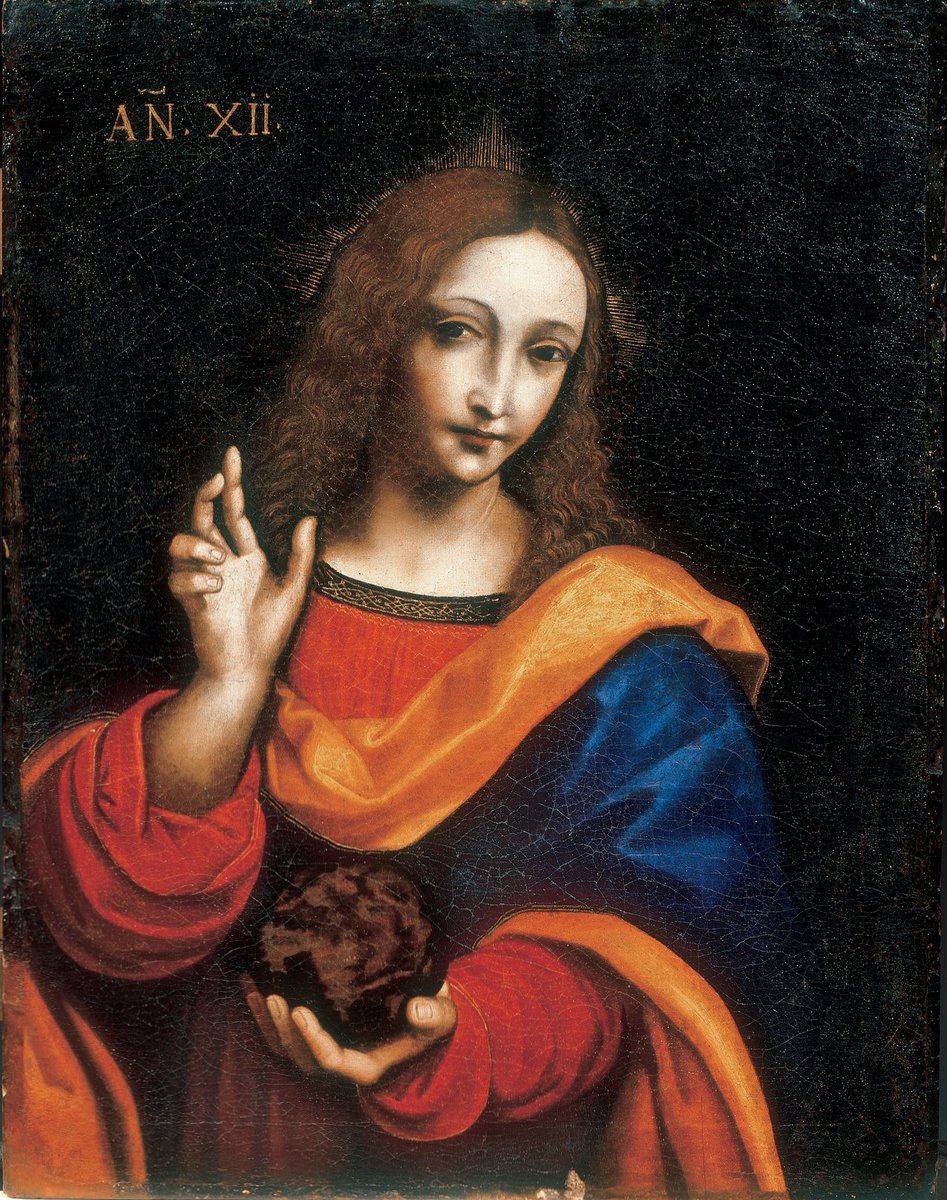
達文西追隨者，《年輕的基督作為救世主》，芬奇達文西理想博物館（英语：Museo Ideale Leonardo da Vinci）

### 類似主題作品

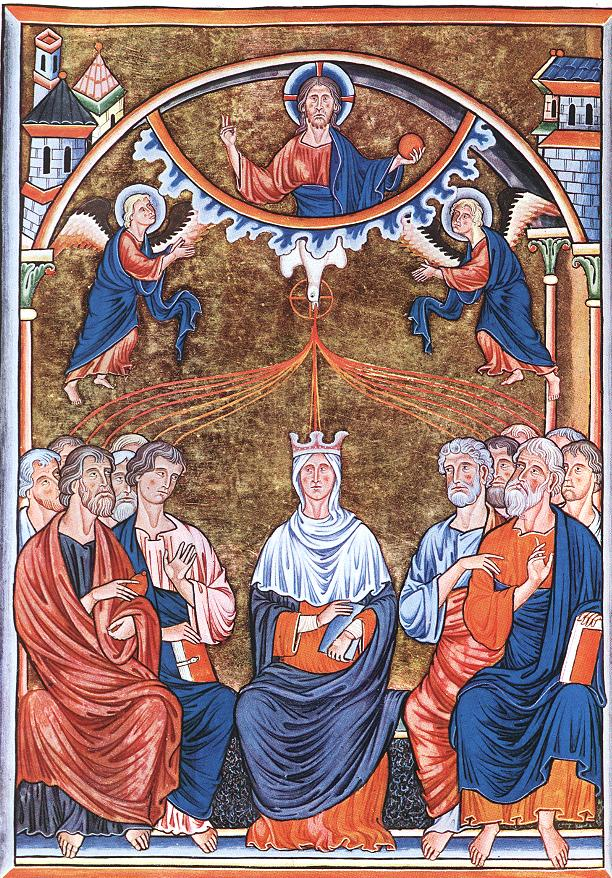
法國不知名細密畫畫家，《五旬節》，（1195年，出自英格堡聖詠經（英语：Ingeborg Psalter）），尚蒂伊孔蒂博物館（英语：Musée Condé）
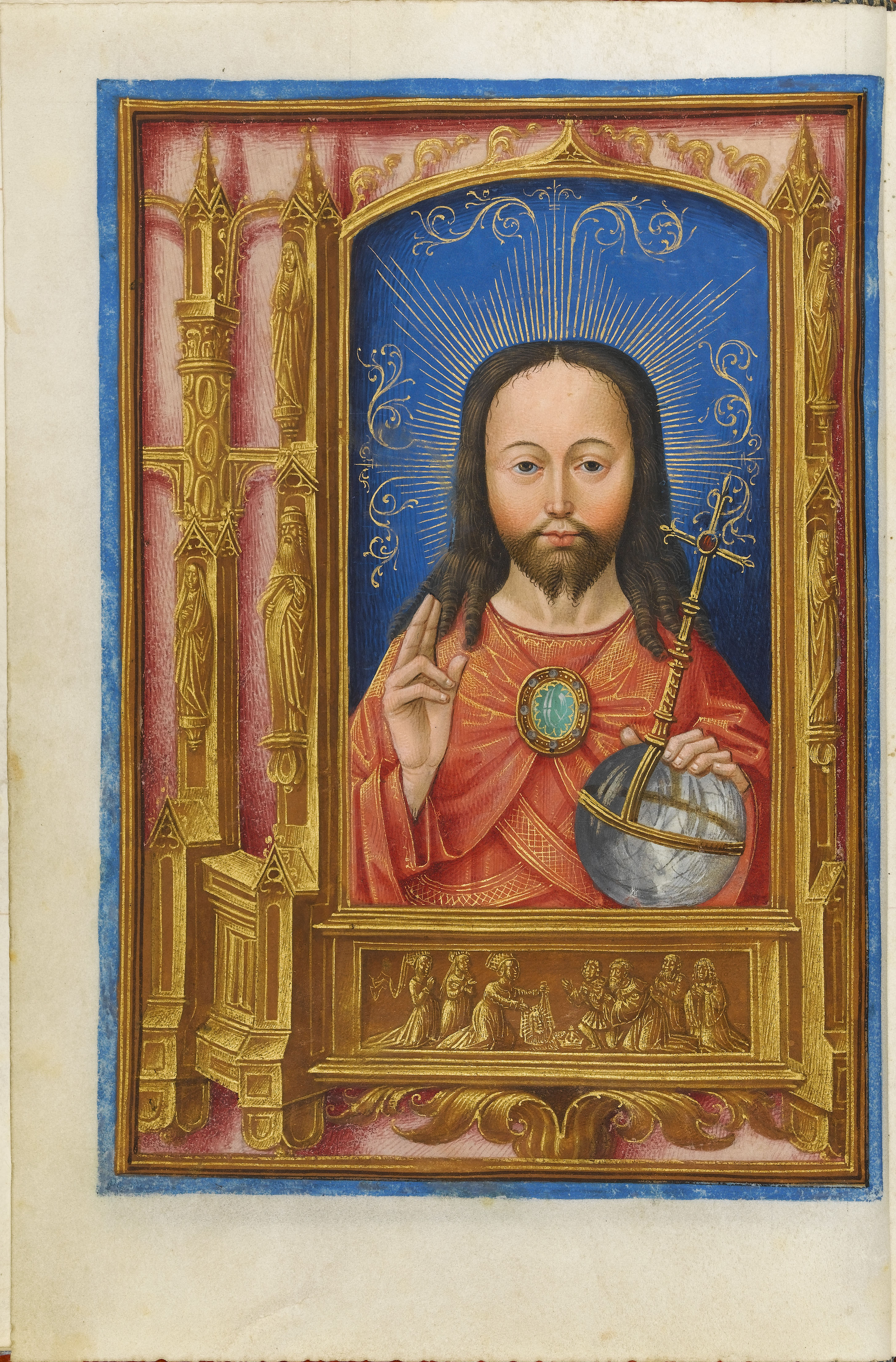
不知名畫家，《拯救聖潔的面容，基督是救世主》（1510年，出自佛蘭德時禱書），劍橋大學菲茨威廉博物館
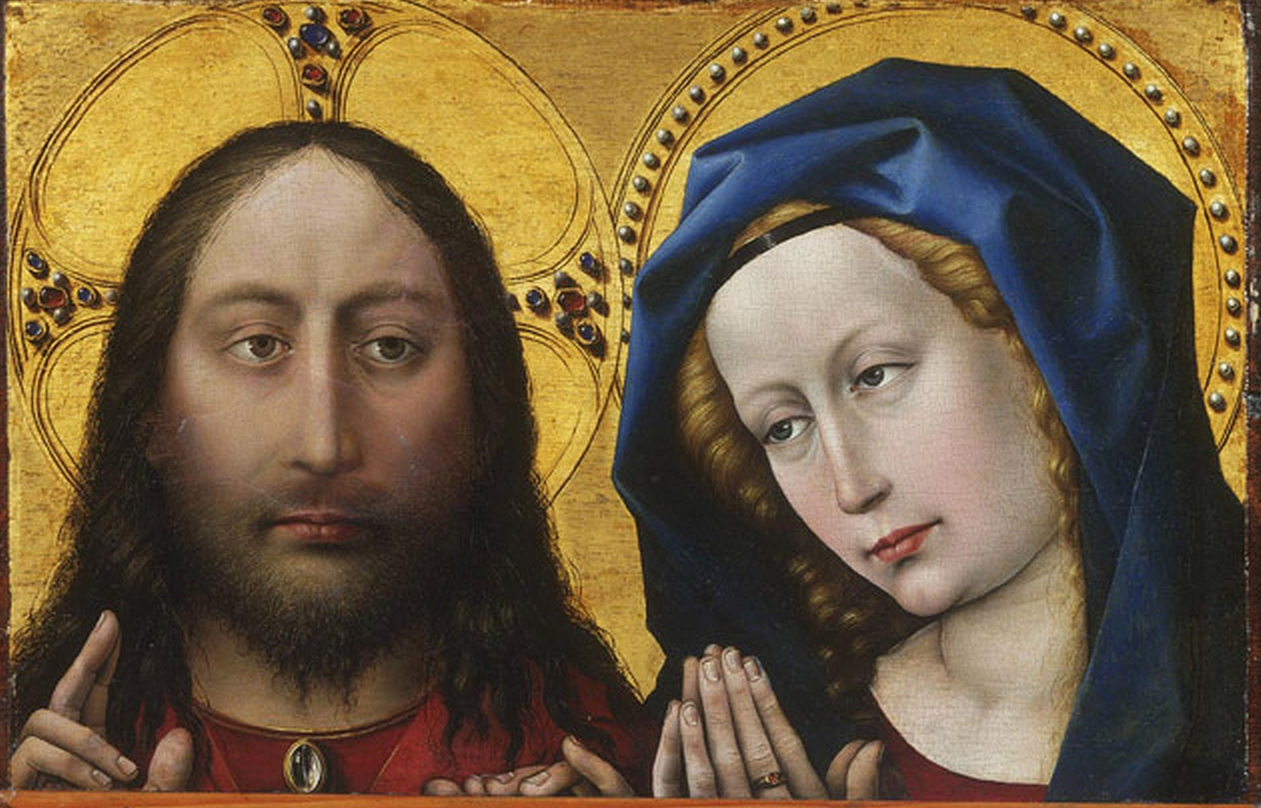
羅伯特·康平，《祝福耶穌與祈禱聖母瑪利亞》（1425年），費城費城藝術博物館
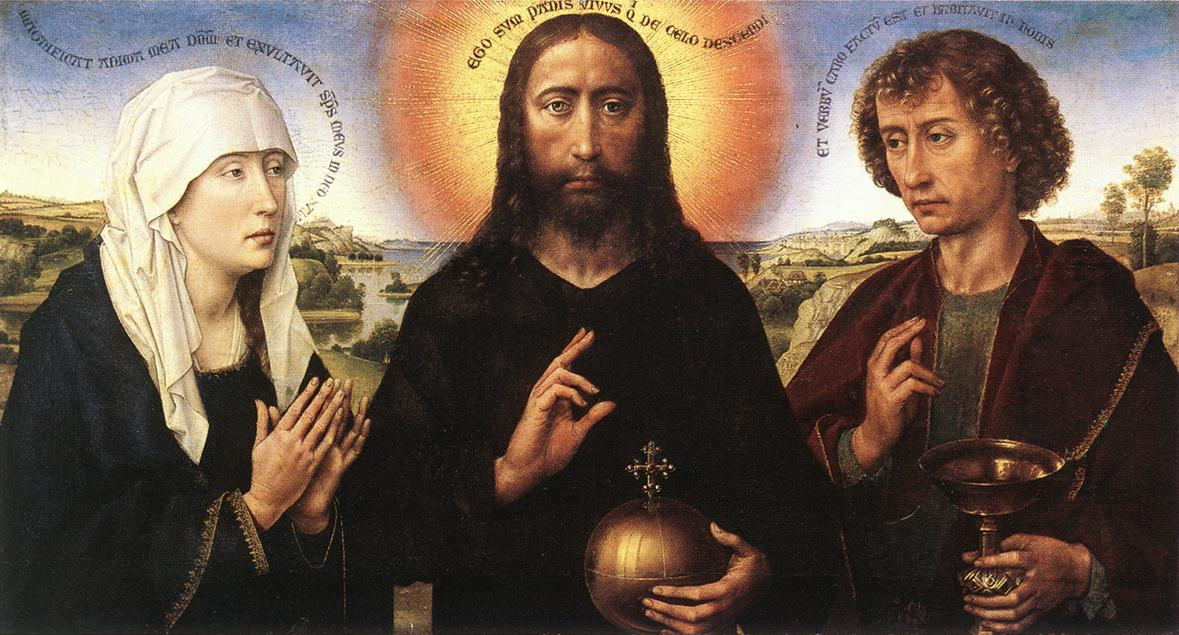
羅希爾·范德魏登，《布拉克家族的三聯畫（英语：Braque Triptych）》（1452年），巴黎羅浮宮博物館
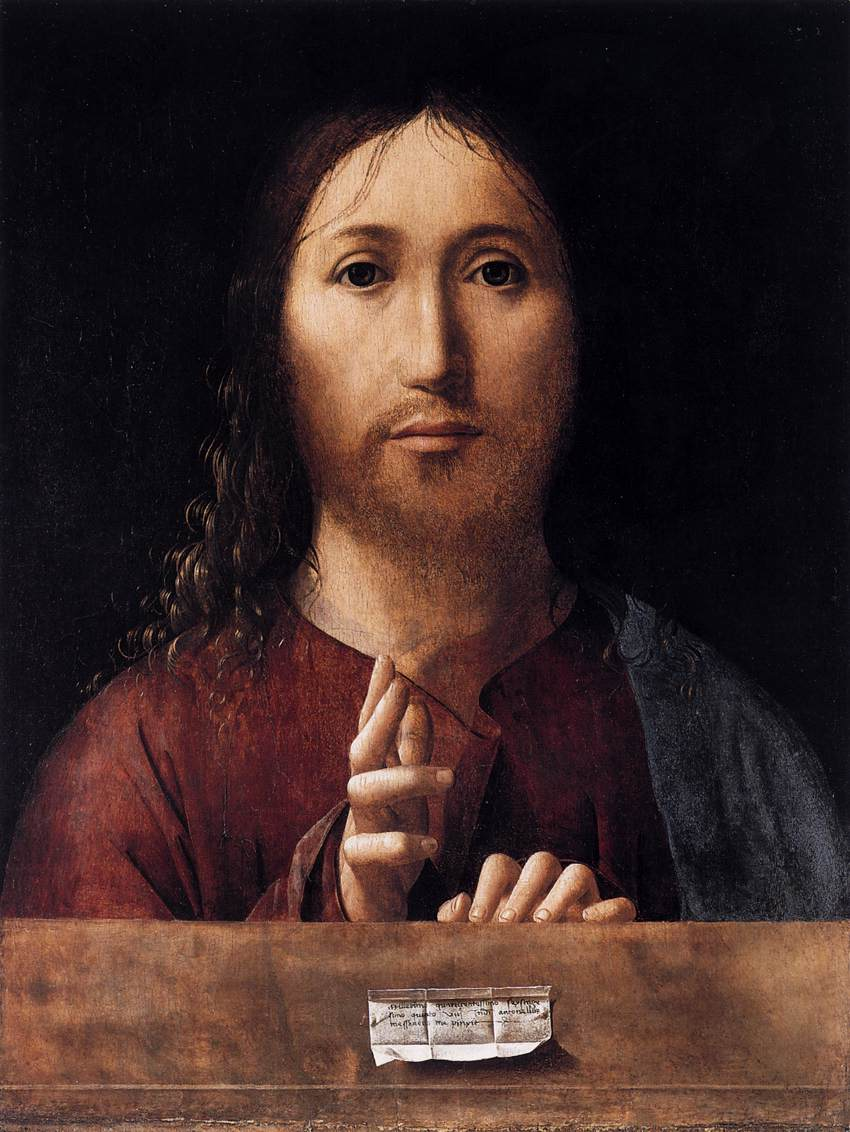
安東内洛·達·梅西納，《基督祝福》（1465年），倫敦國家美術館
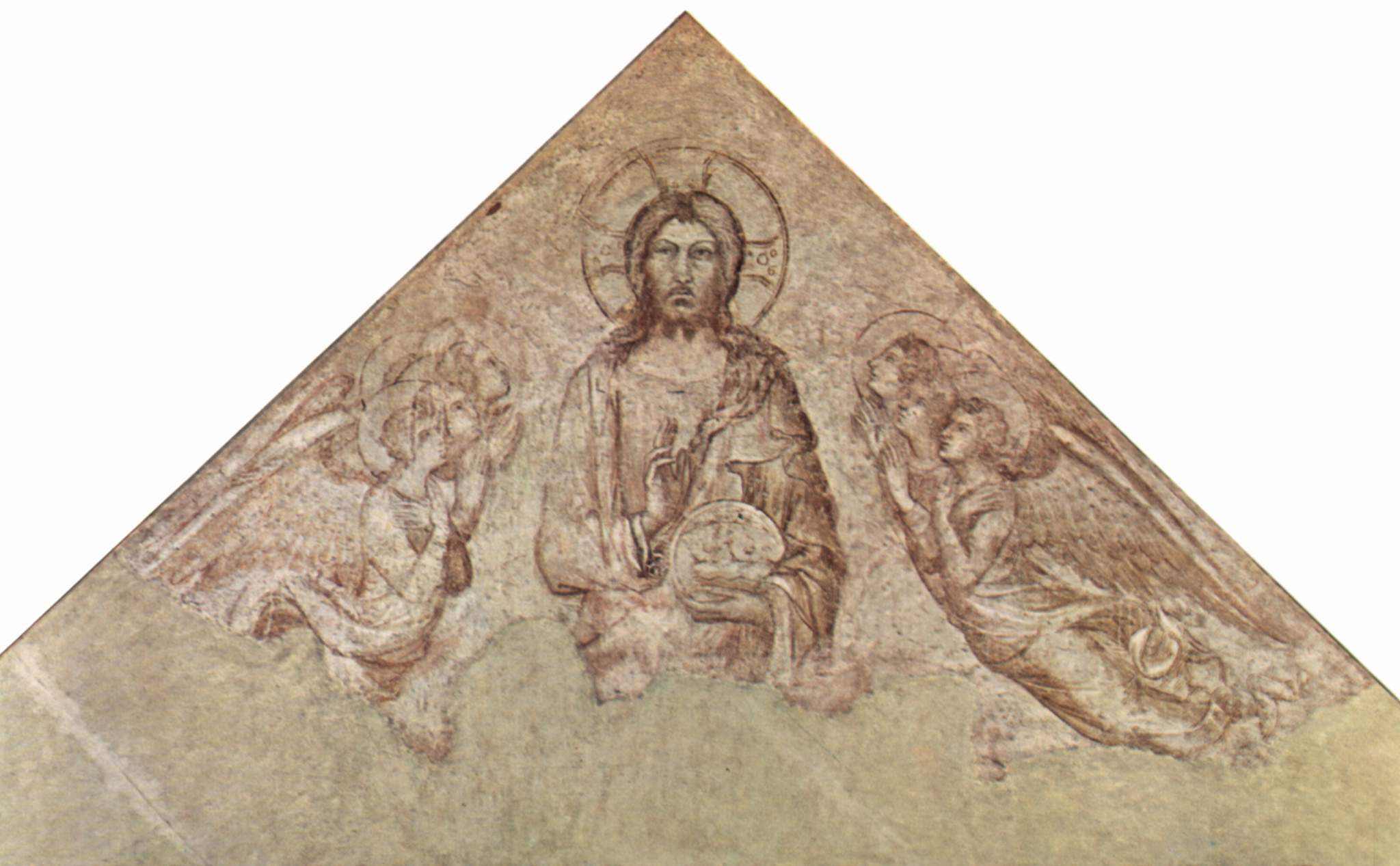
西蒙尼·馬蒂尼，《祝福基督與天使》（1341年），亞維農教皇宮博物館
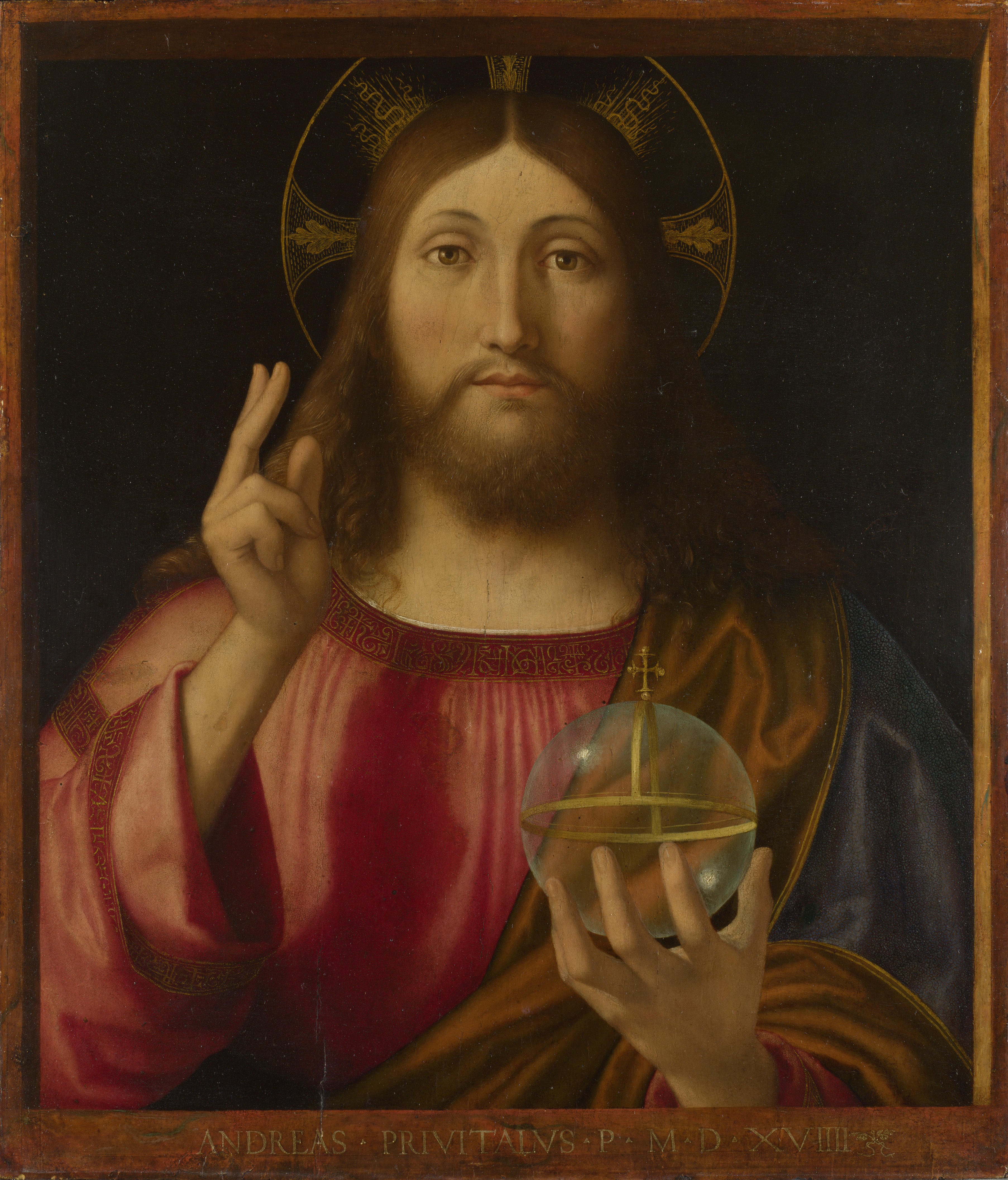
安德烈亞·普雷維塔利（英语：Andrea Previtali），《救世主》（1519年），倫敦國家美術館
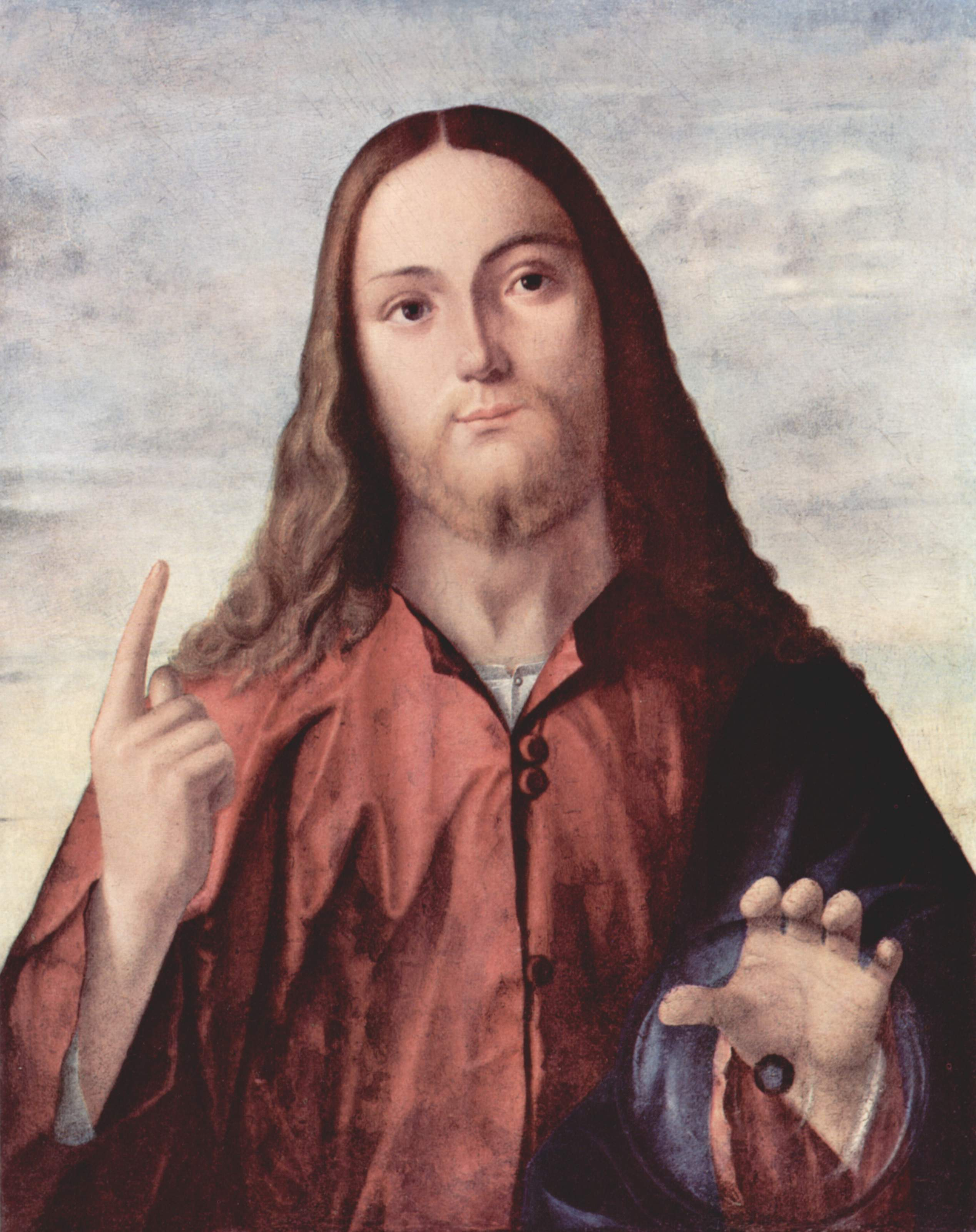
維托雷·卡爾帕喬，《救世主》（1510年），紐奧良紐奧良藝術博物館（英语：New Orleans Museum of Art）
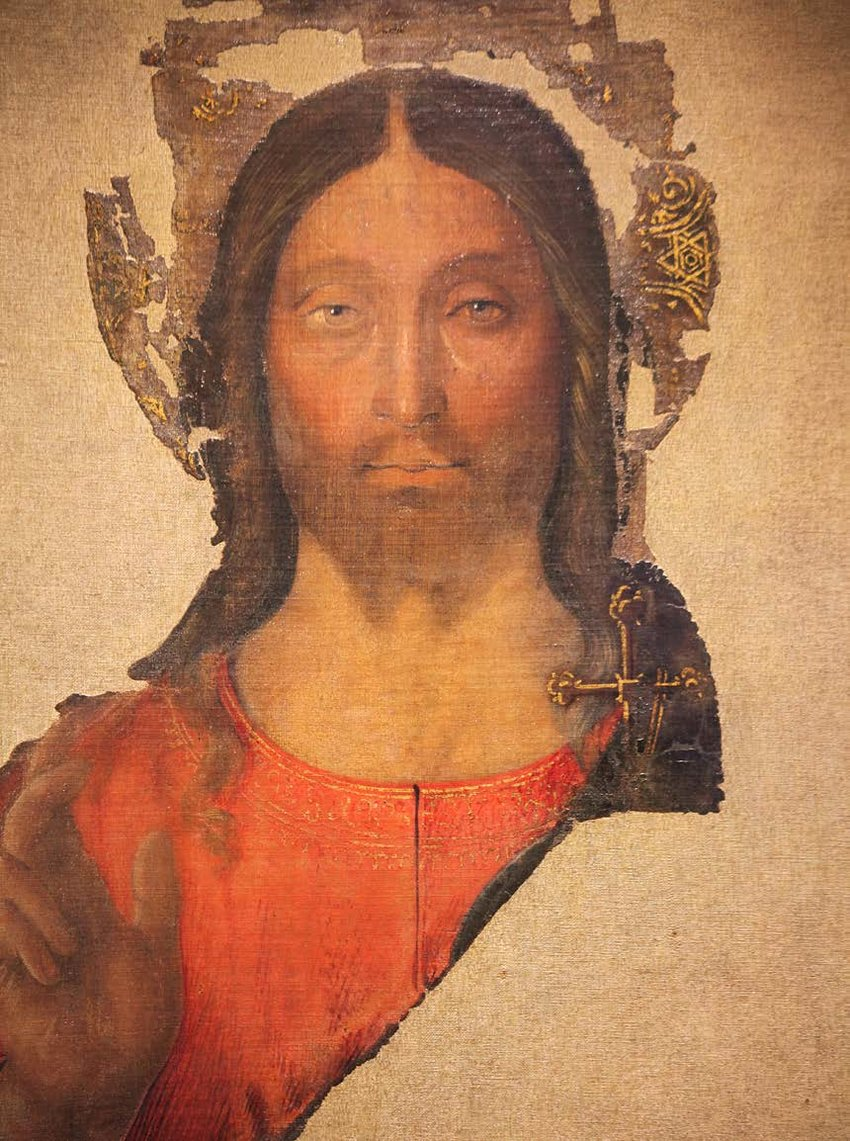
美洛佐·達·弗利，《救世主》（1480年–1482年），烏爾比諾公爵宮國家美術館
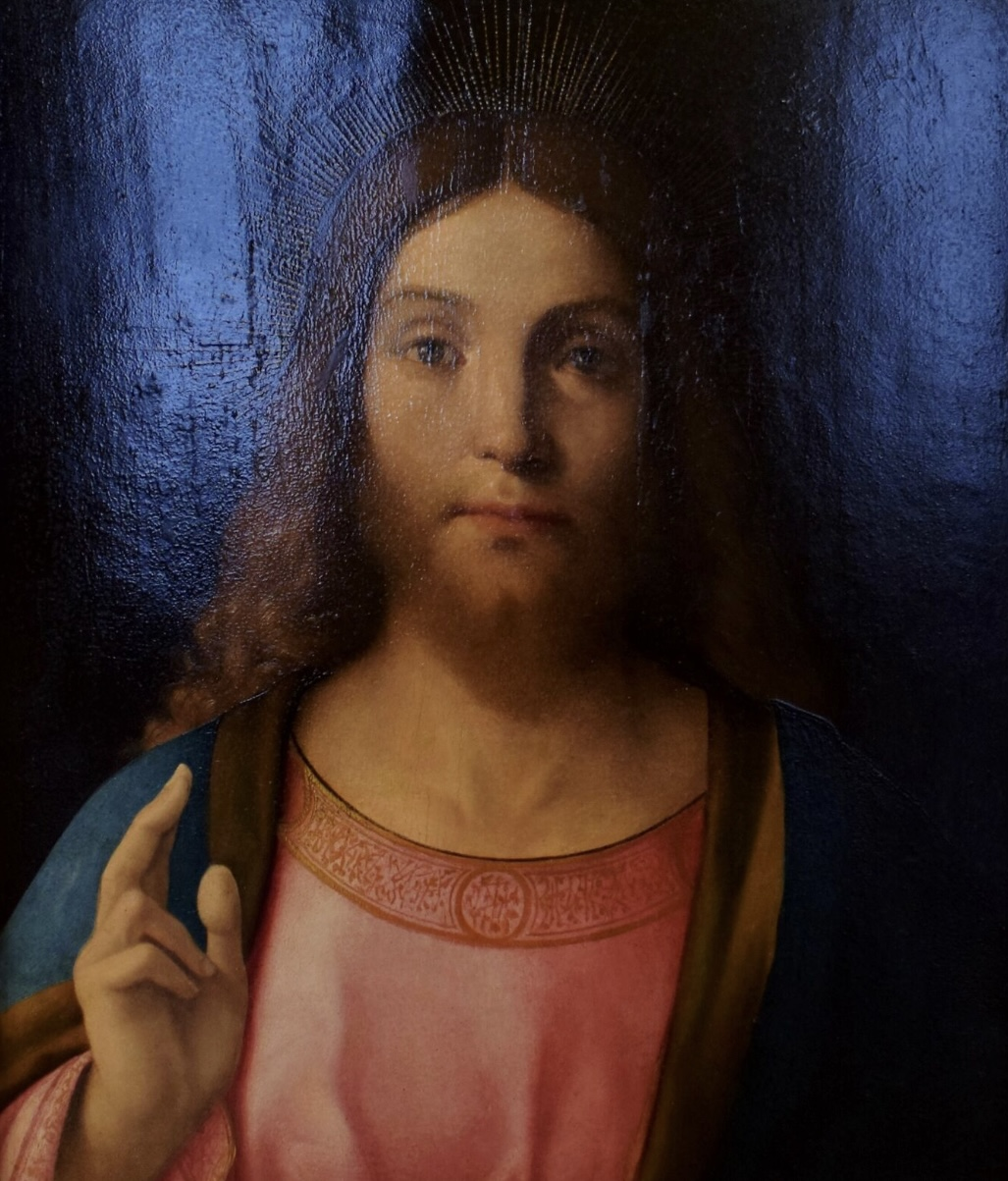
喬瓦尼·貝利尼，《基督賜福》（1480年–1530年），羅馬國立古代藝術美術館巴貝里尼宮

## 外部連結
- 從1萬變1億美元的神蹟　達文西《救世主》的圖像意涵
- 最後的達文西作品
- 《救世主》——傳世傑作再現：年表、修復與鑑定
- （英文）Salvator Mundi Revisited